# Snape (Yorkshire du Nord)
Snape est un village du Yorkshire du Nord, en Angleterre. Il est rattaché à la paroisse civile de Snape with Thorp.
Le village est situé à environ 5 km au sud de Bedale et à 3 km à l'ouest de l'A1, et compte 350 habitants. Il contient notamment l’Arboretum de Thorp Perrow (en) et le château de Snape. 

## Étymologie
Le toponyme Snape provient soit du vieil anglais reconstruit *snæp, désignant un terrain marécageux, ou du vieux norrois snap, désignant un pâturage de mauvaise qualité. Il est attesté sous la forme Snape en 1154.

## Histoire
Le village est le site d'une ancienne villa romaine et possède un lien avec la mère et l'épouse de Richard III. Le château de Snape était la résidence de Catherine Parr et de son époux, John Neville, 3e baron de Latimer, avant que Parr ne devienne la sixième épouse du roi Henri VIII.